# Israel Putnam
Israel Putnam (Danvers, 7 gennaio 1718 – Brooklyn, 29 maggio 1790) è stato un generale statunitense, ricordato per essere stato a capo delle truppe statunitensi durante la battaglia di Bunker Hill e l'assedio di New York.

## Biografia
Putnam nacque il 7 gennaio 1718 nel villaggio di Salem, oggi Danvers (contea di Essex), nel Massachusetts. Di lui, fino al suo arruolamento nell'esercito, sappiamo poco. Nel 1755 si unì all'esercito inglese per combattere la Guerra dei sette anni contro la Francia sul teatro americano. Nel 1758, durante una battaglia, venne catturato dai nativi americani, alleati dei francesi. Tornato a combattere si scontrò col capo tribù Pontiac tra il 1763 e il 1764.
Tornò a prendere le armi durante la guerra d'indipendenza con gli americani. Si distinse particolarmente nella battaglia di Bunker Hill, combattuta il 17 giugno 1775, e per questo venne promosso sul campo generale. Tra il 22 e il 27 agosto 1776 fu al comando delle truppe americane nella battaglia di Long Island, che portò all'occupazione inglese della città di New York. Nel maggio del 1777 assunse invece il comando delle difese delle Hudson Hoghlands.
Il suo declino cominciò nell'ottobre dello stesso anno quando venne indagato da una commissione d'inchiesta per la perdita dei forti Montgomery e Clinton. Fu assolto ma George Washington lo tolse dagli incarichi di comando. L'abbandono definitivo delle forze armate arrivò nel 1779, quando fu colpito da una paralisi. Si ritirò a vita privata nella cittadina di Pomfret (contea di Windham), nel Connecticut, e morì a Brooklyn il 29 maggio 1790.